# Swedish Solar Telescope

Le Swedish Solar Telescope (SST) est une lunette solaire rattachée à l'Observatoire du Roque de los Muchachos, située à La Palma. Il est géré par l'Institute for Solar Physics (en) de l'Académie royale des sciences de Suède. Sa lentille primaire d'un mètre de diamètre en fait la deuxième plus grande lunette astronomique utilisée au monde.
Le SST est un télescope sous vide, c'est-à-dire que sa structure interne est vidée de son air pour éviter toute altération de l'image, problème régulier avec les télescopes solaires dû à la chaleur engendrée par la grande quantité de lumière qui pénètre l'instrument. 
Il possède un système d'optique adaptative.